# Олейник, Ольга Арсеньевна
О́льга Арсе́ньевна Оле́йник (2 июля 1925, Матусов — 13 октября 2001, Москва) — советский и российский математик и механик, доктор физико-математических наук, профессор, действительный член РАН (1991), заведующая кафедрой дифференциальных уравнений механико-математического факультета МГУ. Нётеровский чтец (1996).
Главный редактор «Трудов Московского математического общества» и заместитель главного редактора журнала «Успехи математических наук».

## Биография
Родилась в 1925 году на Украине в селе Матусов Черкасской области. Во время Великой Отечественной войны машиностроительный завод, на котором работал её отец, был эвакуирован в Пермь, где она окончила среднюю школу (1942) и поступила на физико-математический факультет Пермского государственного университета. Одновременно с учёбой она ежедневно работала по 4 часа на оборонном заводе. В 1944 году по рекомендации профессора МГУ С. А. Яновской была переведена на механико-математический факультет Московского государственного университета.
В 1947 году окончила с отличием механико-математический факультет МГУ и поступила в аспирантуру при Институте математики МГУ к И. Г. Петровскому, который был её научным руководителем и в студенческие годы. В 1946—1950 гг. работала на кафедре математики физико-технического факультета МГУ, а с 1950 года — на кафедре дифференциальных уравнений мехмата МГУ (с 1955 года — профессор).
В 1950 году защитила диссертацию на соискание учёной степени кандидата физико-математических наук (тема — «О топологии действительных алгебраических кривых на алгебраической поверхности»), а в 1954 году — докторскую диссертацию (тема — «Краевые задачи для уравнений с частными производными с малым параметром при старших производных и задача Коши для нелинейных уравнений в целом»).
В 1948—1961 гг. одновременно с преподаванием в МГУ работала в Математическом институте АН СССР, а с 1965 года — в Институте проблем механики АН СССР.
В 1973 году, после смерти И. Г. Петровского, стала заведующей кафедрой дифференциальных уравнений мехмата МГУ и возглавляла её вплоть до своей кончины в 2001 году. Для студентов мехмата читала курс «Уравнения с частными производными». По инициативе О. А. Олейник на мехмате МГУ в 1973 году был организован семинар имени И. Г. Петровского по дифференциальным уравнениям и математическим проблемам физики, труды которого регулярно издаются в МГУ.
7 декабря 1991 года избрана действительным членом РАН (Секция математики, механики, информатики).
Скончалась на 77-м году жизни 13 октября 2001 года. Похоронена на Троекуровском кладбище в Москве.

## Научная деятельность
К основным областям научных исследований О. А. Олейник относятся: теория дифференциальных уравнений в частных производных, математическая физика и её приложения, прикладная математика, топология, теория упругости. Она внесла значительный вклад в изучение свойств дифференциальных уравнений 2-го порядка с неотрицательной характеристической формой, топологических свойств алгебраических многообразий, разрывных решений нелинейных дифференциальных уравнений (теория ударных волн), задач теории фильтрации и теории пограничного слоя.
В теории уравнений в частных производных эллиптического типа О. А. Олейник в 1949 году дала применительно к задаче Дирихле определение регулярной граничной точки и доказала, что данная точка регулярна для эллиптического уравнения общего вида тогда и только тогда, когда она регулярна для уравнения Лапласа; в силу этого задача Дирихле для такого уравнения в заданной области разрешима при любой непрерывной граничной функции в том и только в том случае, когда она разрешима в рассматриваемой области для уравнения Лапласа. В позднейших работах О. А. Олейник была построена теория линейных уравнений 2-го порядка с неотрицательной характеристической формой, для которых она в общем случае доказала единственность обобщённого решения первой краевой задачи. Вместе со своим учеником Е. В. Радкевичем она получила достаточные условия гипоэллиптичности, которые в предположении аналитичности коэффициентов являются также и необходимыми.
В 1954—1957 гг. О. А. Олейник для скалярного квазилинейного уравнения первого порядка дала определение обобщённого решения задачи Коши с произвольной ограниченной измеримой начальной функцией и доказала глобальную теорему о существовании такого решения, изучив также его единственность и зависимость от начальной функции; она показала также, что всякое такое решение можно представить как предел решений соответствующего параболического уравнения с малым параметром при старшей производной. В 1957 году О. А. Олейник совместно с Н. Д. Введенской разработала порядок применения метода сеток для численного решения квазилинейного параболического уравнения.
В 1957 году О. А. Олейник доказала для некоторых квазилинейных гиперболических систем, встречающихся в механике (в задачах газовой динамики, теории пластичности и теории «мелкой воды»), теоремы единственности обобщённого решения задачи Коши. Эта и последующие работы О. А. Олейник вместе с исследованиями Э. Хопфа положили начало интенсивному развитию теории разрывных решений гиперболических уравнений и систем.
Работа О. А. Олейник «Об уравнениях типа уравнений нестационарной фильтрации» (1957) стала основой для развития математической теории нестационарной фильтрации жидкости и газов в пористых средах. Математическим аппаратом данной теории служат нелинейные параболические уравнения, которые вырождаются при некоторых значениях искомой функции или её производной. Применительно к задачам Коши для таких уравнений О. А. Олейник впервые дала определение обобщённого решения, доказав его существование и единственность.
Обратившись к задачам гидродинамики, О. А. Олейник построила математическую теорию пограничного слоя: для предложенных Л. Прандтлем в 1904 году уравнений, описывающих пограничный слой, она доказала существование, единственность и устойчивость решений основных задач.
В области математической теории упругости О. А. Олейник исследовала асимптотику решений краевых задач для системы уравнений теории упругости и для бигармонического уравнения. Она доказала принцип Сен-Венана для нецилиндрических тел и получила для широких классов уравнений и систем его аналоги — энергетические неравенства; ею была решена задача об условиях, при которых решение уравнений теории упругости с конечной энергией в неограниченном цилиндре убывает на бесконечности.
Вклад О. А. Олейник в математику и механику получил международное признание, и её работы цитируются во многих научных монографиях и статьях по теории дифференциальных уравнений в частных производных. В англоязычной математической литературе особенно часто цитируется написанная О. А. Олейник в соавторстве с Е. В. Радкевичем книга «Second Order Equations with Non-negative Characteristic Form».
О. А. Олейник — автор более 370 научных статей и 8 монографий. Она подготовила 57 кандидатов физико-математических наук, из которых 20 позже стали докторами наук; при этом А. М. Ильин был избран академиком РАН, Т. Д. Джураев — академиком АН Узбекистана, Чжоу Юйлинь — академиком Китайской АН.

## Награды и премии
- Орден Почёта (1995)[31]
- Премия имени Н. Г. Чеботарёва (1952) — за исследования эллиптических уравнений с малым параметром при старших производных[32]
- Премия имени М. В. Ломоносова (1964) — за работы по теории пограничного слоя[32]
- Государственная премия СССР (1988) — за цикл работ «Исследования краевых задач для дифференциальных операторов и их приложения в математической физике»[33]
- Премия имени И. Г. Петровского (1995) — за исследования асимптотических свойств решений задач математической физики[33]
- Именная медаль Коллеж де Франс — Франция
- Член Итальянской академии наук в Палермо с 1964 года[32]
- Иностранный член Национальной академии деи Линчеи (Италия)
- Почётный член Эдинбургского королевского общества с 7 марта 1983 года[32][34]
- Заслуженный деятель науки и техники РСФСР (1985)[33]
- Заслуженный профессор МГУ (1997)

### Отдельные издания
- Олейник О. А., Радкевич Е. В. Уравнения второго порядка с неотрицательной характеристической формой // Итоги науки. Серия Математика. Математический анализ. — М.: ВИНИТИ, 1971. — С. 7—252.
- Oleinik O. A., Radkevich E. V. Second order equations with nonnegative characteristic form. — Providence, Rhode Island: Plenum Press, 1973. — vii + 259 p. — ISBN 0-306-30751-0.
- Олейник О. А. Лекции об уравнениях с частными производными. Ч. 1. — М.: Изд-во Моск. ун-та, 1976. — 110 с.
- Олейник О. А., Иосифьян Г. А., Шамаев А. С. Математические задачи теории сильно неоднородных упругих сред. — М.: Изд-во Моск. ун-та, 1990. — 310 с. — ISBN 5-211-00947-9.
- Oleinik O. A., Shamaev A. S., Yosifian G. A. Mathematical problems in elasticity and nomogenization. — Amsterdam: North-Holland, 1992. — xiii + 398 p. — (Studies in mathematics and its applications). — ISBN 0-444-88441-6.
- Жиков В. В., Олейник О. А., Козлов С. М. Усреднение дифференциальных операторов. — М.: Физматлит, 1993. — 464 с. — ISBN 5-02-014267-0.
- Jikov V. V., Kozlov S. M., Oleinik O. A. Homogenization of differential operators and integral functionals. — New York: Springer-Verlag, 1994. — 570 p. — ISBN 978-0387548098.
- Oleinik O. A. Some asymptotic problems of the theory of partial differential equations. — Cambridge: Cambridge University Press, 1995. — 216 p. — ISBN 0-521-48537-1.
- Олейник О. А., Самохин В. Н. Математические методы в теории пограничного слоя. — М.: Физматлит, 1997. — 512 с. — ISBN 5-02-015202-1.
- Олейник О. А. Лекции об уравнениях с частными производными. 3-е изд. — М.: БИНОМ. Лаборатория знаний, 2007. — 260 с. — (Классический университетский учебник). — ISBN 978-5-94774-623-5.

### Некоторые статьи
- Олейник О. А. О задаче Дирихле для уравнений эллиптического типа // Матем. сб.. — 1949. — Т. 24 (66), № 1. — С. 3—14.
- Олейник О. А. О задаче Коши для нелинейных уравнений в классе разрывных функций // Успехи математических наук. — 1954. — Т. 9, вып. 3 (61). — С. 231—233.
- Олейник О. А. Краевые задачи для уравнений с частными производными с малым параметром при старших производных и задача Коши для нелинейных уравнений в целом // Успехи математических наук. — 1955. — Т. 10, вып. 3 (65). — С. 229—234.
- Олейник О. А. Задача Коши для нелинейных дифференциальных уравнений первого порядка с разрывными начальными условиями // Труды Моск. матем. об-ва. — 1956. — Т. 5. — С. 433—454.
- Олейник О. А. Разрывные решения нелинейных дифференциальных уравнений // Успехи математических наук. — 1957. — Т. 12, вып. 3 (75). — С. 3—73.
- Олейник О. А., Введенская Н. Д. Решение задачи Коши и краевой задачи для нелинейных уравнений в классе разрывных функций // ДАН СССР. — 1957. — Т. 113. — С. 503—506.
- Олейник О. А. О единственности обобщённого решения задачи Коши для одной нелинейной системы уравнений, встречающейся в механике // Успехи математических наук. — 1957. — Т. 12, вып. 6 (78). — С. 169—176.
- Олейник О. А. О единственности обобщённого решения задачи Коши для одной нелинейной системы уравнений, встречающейся в механике // Успехи математических наук. — 1957. — Т. 12, вып. 6 (78). — С. 169—176.
- Олейник О. А. Об уравнениях типа уравнений нестационарной фильтрации // ДАН СССР. — 1957. — Т. 113. — С. 1210—1213.
- Олейник О. А. О построении обобщённого решения задачи Коши для квазилинейного уравнения первого порядка путём введения «исчезающей вязкости» // Успехи математических наук. — 1959. — Т. 14, вып. 2 (86). — С. 159—164.
- Олейник О. А. Об одном методе решения общей задачи Стефана // ДАН СССР. — 1960. — Т. 135, № 5. — С. 1054—1057.
- Олейник О. А. Математические задачи теории пограничного слоя // Успехи математических наук. — 1968. — Т. 23, вып. 23 (141). — С. 3—65.
- Олейник О. А., Иосифьян Г. А. Аналог принципа Сен-Венана и единственность решений краевых задач в неограниченных областях для параболических уравнений // Успехи математических наук. — 1976. — Т. 31, вып. 6 (192). — С. 142—166.
- Олейник О. А., Иосифьян Г. А. Смешанная задача для системы уравнений теории упругости и принцип Сен-Венана // Комплексный анализ и его приложения / Под ред. Н. Н. Боголюбова. — М.: Наука, 1978. — 672 с. — С. 459—472.
- Олейник О. А., Иосифьян Г. А. Принцип Сен-Венана в плоской теории упругости и краевые задачи для бигармонического уравнения в неограниченных областях // Сибирский математический журнал. — 1978. — Т. 19, № 5. — С. 1154—1165.